# Classe Cruzeiro do Sul

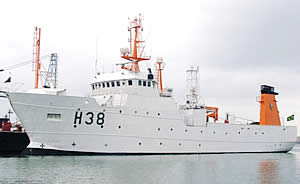
NHOc Cruzeiro do Sul (H-38)
Classe Cruzeiro do Sul (2007)

A Classe Cruzeiro do Sul é uma classe de navio-hidroceanográfico (NHOc) da Marinha do Brasil.

## Missão
- Pesquisa e desenvolvimento no ambiente marinho (Plano Setorial para Recursos do Mar (PSRM)).
- Atividades e projetos de pesquisa, a serem desenvolvidos pela comunidade científica (Projeto “Laboratório Nacional Embarcado (LNE)).[1]

## Lista de Navios
- H-38 - NHOc Cruzeiro do Sul (H-38)

## Características
- Deslocamento: 1.716t (carga total)
- Dimensões:

Comprimento - 65,7 m
Boca - 11,0 m
Calado - 6,0 m
- Velocidade máxima : 9 nós
- Propulsão:

1 MCP Bergen diesel
HPC Ulstein
2 propulsores (thrusters) de proa
1 propulsor azimutal
2 propulsores de popa